# Selección femenina de fútbol de Dinamarca
La selección femenina de fútbol de Dinamarca (en Danés: Danmarks kvindefodboldlandshold) es el equipo representativo de ese país y que controla la Unión Danesa de Fútbol (Dansk Boldspil-Union DBU) en las competiciones oficiales organizadas por la Unión Europea de Asociaciones de Fútbol (UEFA) y la Federación Internacional de Fútbol Asociación (FIFA).

## Resultados

### Copa Mundial
| Año   | Resultado        | PJ              | PG              | PE              | PP              | GF              | GC              |                 |
| ----- | ---------------- | --------------- | --------------- | --------------- | --------------- | --------------- | --------------- | --------------- |
| 1991  | Cuartos de final | 4               | 1               | 1               | 2               | 7               | 6               |                 |
| 1995  | Cuartos de final | 4               | 1               | 0               | 3               | 7               | 8               |                 |
| 1999  | Primera ronda    | 3               | 0               | 0               | 3               | 1               | 8               |                 |
| 2003  | No se clasificó  | No se clasificó | No se clasificó | No se clasificó | No se clasificó | No se clasificó | No se clasificó | No se clasificó |
| 2007  | Primera ronda    | 3               | 1               | 0               | 2               | 4               | 4               |                 |
| 2011  | No se clasificó  | No se clasificó | No se clasificó | No se clasificó | No se clasificó | No se clasificó | No se clasificó | No se clasificó |
| 2015  | No se clasificó  | No se clasificó | No se clasificó | No se clasificó | No se clasificó | No se clasificó | No se clasificó | No se clasificó |
| 2019  | No se clasificó  | No se clasificó | No se clasificó | No se clasificó | No se clasificó | No se clasificó | No se clasificó | No se clasificó |
| 2023  | Octavos de final | 4               | 2               | 0               | 2               | 3               | 3               |                 |
| 2027  | Por definir      | Por definir     | Por definir     | Por definir     | Por definir     | Por definir     | Por definir     | Por definir     |
| Total | 5/9              | 22              | 5               | 1               | 12              | 22              | 29              |                 |

### Juegos Olímpicos
| Año   | Resultado       | PJ              | PG              | PE              | PP              | GF              | GC              |
| ----- | --------------- | --------------- | --------------- | --------------- | --------------- | --------------- | --------------- |
| 1996  | Primera ronda   | 3               | 0               | 0               | 3               | 2               | 11              |
| 2000  | No se clasificó | No se clasificó | No se clasificó | No se clasificó | No se clasificó | No se clasificó | No se clasificó |
| 2004  | No se clasificó | No se clasificó | No se clasificó | No se clasificó | No se clasificó | No se clasificó | No se clasificó |
| 2008  | No se clasificó | No se clasificó | No se clasificó | No se clasificó | No se clasificó | No se clasificó | No se clasificó |
| 2012  | No se clasificó | No se clasificó | No se clasificó | No se clasificó | No se clasificó | No se clasificó | No se clasificó |
| 2016  | No se clasificó | No se clasificó | No se clasificó | No se clasificó | No se clasificó | No se clasificó | No se clasificó |
| 2020  | No se clasificó | No se clasificó | No se clasificó | No se clasificó | No se clasificó | No se clasificó | No se clasificó |
| 2024  | No se clasificó | No se clasificó | No se clasificó | No se clasificó | No se clasificó | No se clasificó | No se clasificó |
| Total | 1/8             | 3               | 0               | 0               | 3               | 2               | 11              |

### Eurocopa Femenina
| Año   | Resultado      | PJ           | PG           | PE           | PP           | GF           | GC           |
| ----- | -------------- | ------------ | ------------ | ------------ | ------------ | ------------ | ------------ |
| 1984  | Semifinal      | 2            | 0            | 0            | 2            | 1            | 3            |
| 1987  | No clasificó   | No clasificó | No clasificó | No clasificó | No clasificó | No clasificó | No clasificó |
| 1989  | No clasificó   | No clasificó | No clasificó | No clasificó | No clasificó | No clasificó | No clasificó |
| 1991  | Tercer lugar   | 2            | 1            | 1            | 0            | 2            | 1            |
| 1993  | Tercer lugar   | 2            | 1            | 0            | 1            | 3            | 2            |
| 1995  | No clasificó   | No clasificó | No clasificó | No clasificó | No clasificó | No clasificó | No clasificó |
| 1997  | Fase de grupos | 3            | 0            | 1            | 2            | 2            | 9            |
| 2001  | Semifinal      | 4            | 2            | 0            | 2            | 6            | 6            |
| 2005  | Fase de grupos | 3            | 1            | 1            | 1            | 4            | 4            |
| 2009  | Fase de grupos | 3            | 1            | 0            | 2            | 3            | 4            |
| 2013  | Semifinal      | 5            | 0            | 4            | 1            | 5            | 6            |
| 2017  | Subcampeón     | 6            | 3            | 1            | 2            | 6            | 6            |
| 2022  | Fase de grupos | 3            | 1            | 0            | 2            | 1            | 5            |
| 2025  | Fase de grupos | 3            | 0            | 0            | 3            | 3            | 6            |
| Total | 11/14          | 36           | 10           | 8            | 18           | 36           | 52           |

### Copa de Algarve
| Año   | Resultado      | Partidos | Victorias | Empates | Derrotas | GF  | GC  |
| ----- | -------------- | -------- | --------- | ------- | -------- | --- | --- |
| 1994  | Cuarto puesto  | 3        | 1         | 0       | 2        | 2   | 7   |
| 1995  | Segundo puesto | 4        | 3         | 0       | 1        | 12  | 3   |
| 1996  | Cuarto puesto  | 4        | 2         | 0       | 2        | 7   | 5   |
| 1997  | Cuarto puesto  | 4        | 2         | 1       | 1        | 6   | 4   |
| 1998  | Segundo puesto | 4        | 2         | 1       | 1        | 9   | 4   |
| 1999  | Cuarto puesto  | 4        | 1         | 2       | 1        | 8   | 5   |
| 2000  | Sexto puesto   | 4        | 1         | 0       | 3        | 5   | 6   |
| 2001  | Segundo puesto | 4        | 2         | 0       | 2        | 8   | 5   |
| 2002  | Sexto puesto   | 4        | 1         | 0       | 3        | 4   | 7   |
| 2003  | Noveno puesto  | 4        | 1         | 1       | 2        | 2   | 5   |
| 2004  | Séptimo puesto | 4        | 1         | 0       | 3        | 1   | 3   |
| 2005  | Sexto puesto   | 4        | 1         | 0       | 3        | 6   | 9   |
| 2006  | Noveno puesto  | 4        | 1         | 1       | 2        | 6   | 13  |
| 2007  | Segundo puesto | 4        | 2         | 0       | 2        | 5   | 5   |
| 2008  | Segundo puesto | 4        | 3         | 0       | 1        | 4   | 2   |
| 2009  | Tercer puesto  | 4        | 3         | 0       | 1        | 5   | 2   |
| 2010  | Quinto puesto  | 4        | 2         | 0       | 2        | 4   | 8   |
| 2011  | Sexto puesto   | 4        | 1         | 0       | 3        | 2   | 4   |
| 2012  | Quinto puesto  | 4        | 2         | 0       | 2        | 4   | 8   |
| 2013  | Séptimo puesto | 4        | 1         | 2       | 1        | 3   | 2   |
| 2014  | Sexto puesto   | 4        | 1         | 1       | 2        | 6   | 7   |
| 2015  | Sexto puesto   | 4        | 1         | 1       | 2        | 7   | 10  |
| 2016  | Séptimo puesto | 4        | 2         | 0       | 2        | 6   | 7   |
| 2017  | Tercer puesto  | 4        | 2         | 1       | 1        | 13  | 3   |
| 2018  | Décimo puesto  | 4        | 0         | 2       | 2        | 3   | 5   |
| Total | 24/24          | 95       | 41        | 11      | 45       | 123 | 134 |

### Otras competiciones

#### Copa Nórdica
- 1974
- 1975
- 1976
- 1982[1]

#### Eurocopa
- 1969: Finalista (Competición no oficial)[2]
- 1979: Campeón (Competición no oficial)[3]

#### Copa Mundial (Antiguo evento invitacional)
- 1970: Campeón (Competición no oficial)[4]
- 1971: Campeón (Competición no oficial)[5]
- 1982: Finalista  (Competición no oficial)[6]
- 1984: No participó (Competición no oficial)[6]
- 1985: Tercera (Competición no oficial)[6]
- 1986: No participó (Competición no oficial)[6]
- 1988: No participó (Competición no oficial)[6]

## Jugadoras

### Última convocatoria
Jugadoras convocadas para la Eurocopa 2025.
Entrenador:  Andrée Jeglertz
| No. | Pos. | Jugadora             | Fecha de nacimiento (edad)        | Apa. | Goles | Club             |
| --- | ---- | -------------------- | --------------------------------- | ---- | ----- | ---------------- |
| 1   | POR  | Maja Bay Østergaard  | 28 de marzo de 1998 (27 años)     | 18   | 0     | Växjö DFF        |
| 16  | POR  | Kathrine Larsen      | 5 de mayo de 1993 (32 años)       | 8    | 0     | Sampdoria        |
| 22  | POR  | Alberte Vingum       | 14 de noviembre de 2004 (20 años) | 1    | 0     | HB Køge          |
|     |      |                      |                                   |      |       |                  |
| 2   | DEF  | Sara Thrige          | 15 de mayo de 1996 (29 años)      | 28   | 2     | PSV Eindhoven    |
| 3   | DEF  | Stine Ballisager     | 3 de enero de 1994 (31 años)      | 69   | 4     | Fiorentina       |
| 4   | DEF  | Emma Færge           | 6 de diciembre de 2000 (24 años)  | 12   | 1     | Fiorentina       |
| 5   | DEF  | Isabella Obaze       | 30 de octubre de 2002 (22 años)   | 14   | 1     | Portland Thorns  |
| 7   | DEF  | Sanne Troelsgaard    | 15 de agosto de 1988 (36 años)    | 195  | 57    | Roma             |
| 11  | DEF  | Katrine Veje         | 19 de junio de 1991 (34 años)     | 168  | 9     | Crystal Palace   |
| 15  | DEF  | Frederikke Thøgersen | 24 de julio de 1995 (29 años)     | 84   | 3     | Roma             |
| 17  | DEF  | Rikke Marie Madsen   | 9 de agosto de 1997 (27 años)     | 33   | 1     | Everton          |
| 18  | DEF  | Sara Holmgaard       | 28 de enero de 1999 (26 años)     | 23   | 2     | Everton          |
| 19  | DEF  | Janni Thomsen        | 16 de febrero de 2000 (25 años)   | 49   | 9     | Utah Royals      |
|     |      |                      |                                   |      |       |                  |
| 6   | MED  | Karen Holmgaard      | 28 de enero de 1999 (26 años)     | 34   | 3     | Everton          |
| 8   | MED  | Emma Snerle          | 23 de marzo de 2001 (24 años)     | 44   | 2     | Fiorentina       |
| 12  | MED  | Kathrine Kühl        | 5 de julio de 2003 (22 años)      | 48   | 2     | Roma             |
| 13  | MED  | Josefine Hasbo       | 20 de noviembre de 2001 (23 años) | 33   | 3     | Gotham FC        |
|     |      |                      |                                   |      |       |                  |
| 9   | DEL  | Nadia Nadim          | 2 de enero de 1988 (37 años)      | 105  | 38    | Hammarby         |
| 10  | DEL  | Pernille Harder      | 15 de noviembre de 1992 (32 años) | 162  | 78    | Bayern Múnich    |
| 14  | DEL  | Sofie Bredgaard      | 18 de enero de 2002 (23 años)     | 19   | 2     | Fiorentina       |
| 20  | DEL  | Signe Bruun          | 6 de abril de 1998 (27 años)      | 52   | 24    | Real Madrid      |
| 21  | DEL  | Amalie Vangsgaard    | 29 de noviembre de 1996 (28 años) | 35   | 10    | Juventus         |
| 23  | DEL  | Cornelia Kramer      | 16 de diciembre de 2002 (22 años) | 4    | 1     | Bayer Leverkusen |

### Jugadoras con más participaciones
Actualizado el 12 de noviembre de 2019
Jugadoras en  negrita siguen activas a nivel internacional.
| #  | Nombre                   | Período       | Partidos |
| -- | ------------------------ | ------------- | -------- |
| 1  | Katrine Pedersen         | 1994–2013     | 210      |
| 2  | Johanna Rasmussen        | 2002–2018     | 153      |
| 3  | Sanne Troelsgaard        | 2008–presente | 142      |
| 4  | Merete Pedersen          | 1993–2009     | 136      |
| 5  | Line Røddik Hansen       | 2006–2017     | 132      |
| 6  | Theresa Nielsen          | 2008–present  | 128      |
| 7  | Cathrine Paaske-Sørensen | 2000–2010     | 121      |
| 8  | Anne Dot Eggers Nielsen  | 1993–2007     | 118      |
| 8  | Katrine Veje             | 2009–presente | 118      |
| 10 | Pernille Harder          | 2009–presente | 115      |

### Máximas goleadoras
Actualizado el 12 de noviembre de 2019
Jugadoras en  negrita siguen activas a nivel internacional.
| # | Jugadora                 | Período       | Goles | Partidos | Goles por partido |
| - | ------------------------ | ------------- | ----- | -------- | ----------------- |
| 1 | Merete Pedersen          | 1993–2009     | 65    | 136      | 0.47              |
| 2 | Pernille Harder          | 2009–presente | 59    | 115      | 0.51              |
| 3 | Sanne Troelsgaard        | 2008–presente | 49    | 142      | 0.34              |
| 4 | Gitte Krogh              | 1994–2001     | 46    | 90       | 0.51              |
| 5 | Johanna Rasmussen        | 2002–2018     | 41    | 153      | 0.26              |
| 6 | Helle Jensen             | 1987–1996     | 38    | 77       | 0.49              |
| 7 | Cathrine Paaske-Sørensen | 2000–2010     | 36    | 121      | 0.29              |
| 8 | Nadia Nadim              | 2009–presente | 34    | 93       | 0.36              |
| 9 | Lene Jensen              | 1996–2010     | 26    | 109      | 0.23              |
| 9 | Anne Dot Eggers Nielsen  | 1993–2007     | 26    | 118      | 0.22              |

## Entrenadores
- 1974-1976 : Kent Falkenvig
- 1976-1979 : Bjørn Basbøll
- 1979-1984 : Flemming Schultz
- 1984-1988 : Birger Peitersen
- 1988-1996 : Keld Gantzhorn
- 1996-1999 : Jørgen Hvidemose
- 1999-2005 : Poul Højmose
- 2005-2006 : Peter Bonde
- 2006-2013 : Kenneth Heiner-Møller
- 2013-2017 : Nils Nielsen
- 2017 : Søren Randa-Boldt (interino)
- 2018-2023 : Lars Søndergaard